# Filmografia de Arnold Schwarzenegger

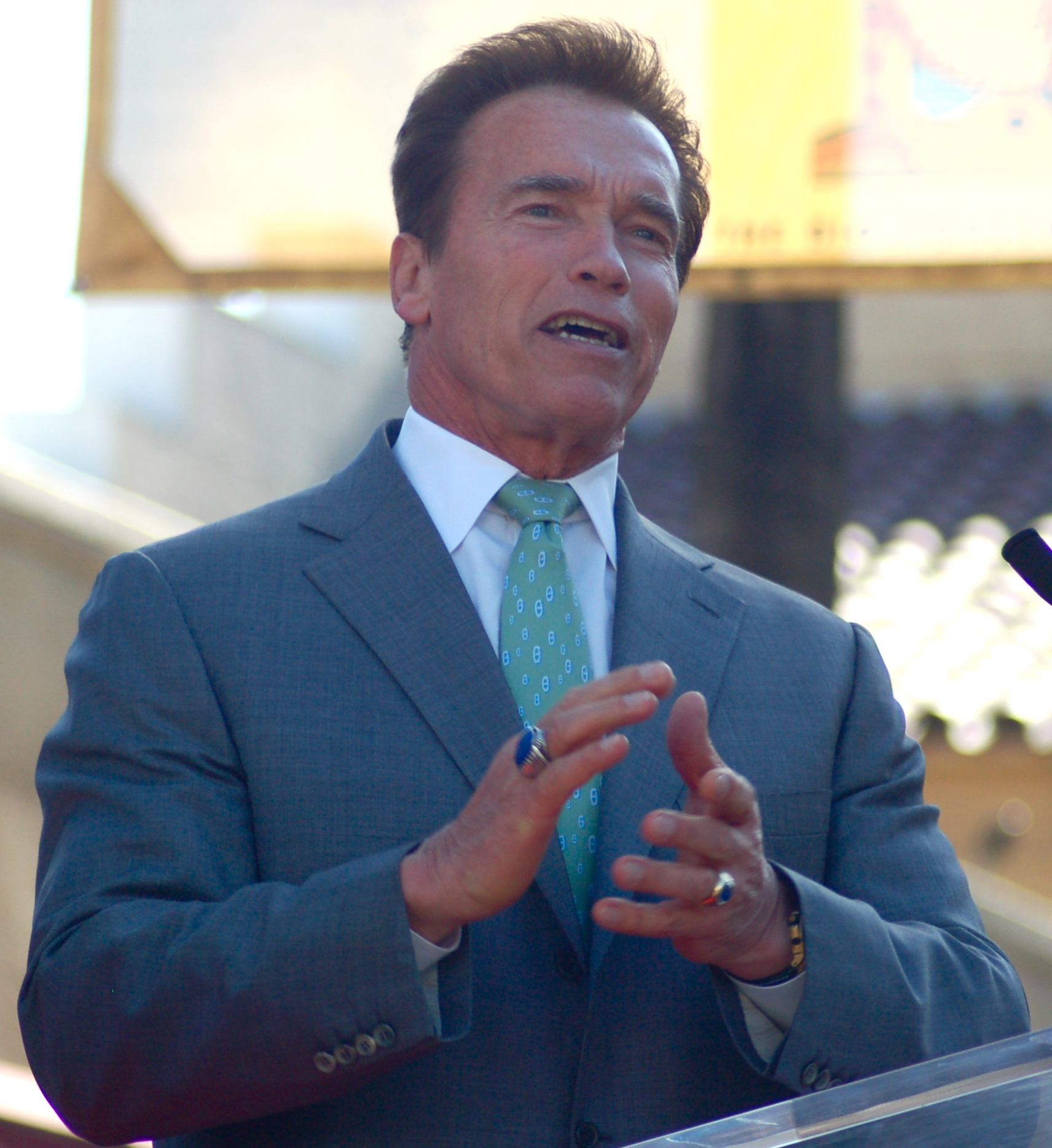
Arnold Schwarzenegger em cerimônia na Calçada da Fama, 2009.

Arnold Schwarzenegger é um ator, ex-fisiculturista e político austro-americano. Durante sua extensa carreira cinematográfica, interpretou diversos e variados papéis; tendo iniciado com pequenas atuações em televisão. Em seu primeiro trabalho no cinema, foi creditado como "Arnold Strong", adotando depois seu sobrenome real como nome artístico. Além de atuar em mais de trinta filmes, Schwarzenegger também já dirigiu e produziu alguns títulos.
Schwarzenegger é o protagonista de duas franquias cinematográficas: Conan e The Terminator. Outras atuações destacadas incluem: John Matrix em Commando (1985), Ben Richards em The Running Man (1987), Major Alan Schrieffer em Predator (1987), Douglas Quaid em Total Recall (1990), Jack Slater em Last Action Hero (1993) e Harry Tasker em True Lies (1994). Sua carreira sofreu um longo hiato ao dedicar-se à vida política como Governador da Califórnia; sendo que, ao longo deste período, o ator realizou pequenas aparições em filmes, como The Kid & I (2005) e The Expendables (2010). Em 11 de fevereiro de 2011, há aproximadamente seis anos sem protagonizar um filme, Schwarzenegger anunciou que retomaria a carreira artística em pouco tempo.
Um dos atores mais populares de sua geração, Schwarzenegger recebeu inúmeros prêmios e indicações por seu trabalho. Em Stay Hungry, um de seus primeiros trabalhos, o ator recebeu um Globo de Ouro de Melhor Revelação. Também foi indicado a vários outros prêmios por sua atuação em Terminator 2: Judgment Day (1991), Junior (1994) e True Lies. De acordo com o site Box Office Mojo, os filmes estrelados por Schwarzenegger totalizam mais de 1 bilhão de dólares em bilheterias nos Estados Unidos, sendo uma média de 67 milhões de dólares por filme e chegando a 4 bilhões de dólares em bilheterias mundialmente.

## Filmografia

### Cinema
| Ano  | Filme | Papel                                     | Diretor                       | Notas                                                 |
| ---- | --- | ----------------------------------------- | ----------------------------- | ----------------------------------------------------- |
| 1970 | Hercules in New York | Hércules                                  | Arthur Allan Seidelman        | Creditado como Arnold Strong                          |
| 1973 | The Long Goodbye (br: O Perigoso Adeus) | capanga do gângster Augustine             | Robert Altman                 |                                                       |
| 1974 | Happy Anniversary and Goodbye | Rico                                      | Jack Donohue                  |                                                       |
| 1976 | Stay Hungry (br: O guarda-Costas; pt: À Força de Músculos)                                                                                           | Joe Santo                                 | Bob Rafelson                  |                                                       |
| 1977 | Pumping Iron (br: O Homem dos Músculos de Aço) | Ele mesmo                                 | George Butler/Robert Fiore    |                                                       |
| 1979 | The Villain/Cactus Jack (br: Cactus Jack, o Vilão)                                                                                                   | Handsome Stranger                         | Hal Needham                   |                                                       |
| 1979 | Scavenger Hunt | Lars                                      | Michael Schultz               |                                                       |
| 1982 | Conan the Barbarian (br: Conan, o Bárbaro; pt: Conan e os Bárbaros)                                                                                  | Conan                                     | John Milius                   |                                                       |
| 1984 | Conan the Destroyer (br, pt: Conan, o Destruidor) | Conan                                     | Richard Fleischer             |                                                       |
| 1984 | The Terminator (br: O Exterminador do Futuro; pt: O Exterminador Implacável)                                                                         | Exterminador (Modelo T-800)               | James Cameron                 |                                                       |
| 1985 | Red Sonja (br: Guerreiros do Fogo; pt: Kalidor - A Lenda do Talismã)                                                                                 | Kalidor                                   | Richard Fleischer             |                                                       |
| 1985 | Commando (br: Comando para Matar; pt: Comando) | John Matrix                               | Mark L. Lester                |                                                       |
| 1986 | Raw Deal (br: Jogo Bruto) | Mark Kaminsky, aka Joseph P. Brenner      | John Irvin                    |                                                       |
| 1987 | Predator (br, pt: O Predador) | Major Alan 'Dutch' Schaeffer              | John McTiernan                |                                                       |
| 1987 | The Running Man (br: O Sobrevivente) | Ben Richards                              | Paul Michael Glaser           |                                                       |
| 1988 | Red Heat (br, pt: Inferno Vermelho) | Capitão Ivan Danko                        | Walter Hill                   |                                                       |
| 1988 | Twins (br: Irmãos Gêmeos; pt: Gêmeos) | Julius Benedict                           | Ivan Reitman                  |                                                       |
| 1988 | Total Rebuild | Ele mesmo                                 | Andrew Lesnie                 |                                                       |
| 1990 | Total Recall (br: O Vingador do Futuro; pt: Desafio Total)                                                                                           | Douglas Quaid/Hauser                      | Paul Verhoeven                |                                                       |
| 1990 | Kindergarten Cop (br: Um Tira no Jardim de Infância; pt: Um Polícia no Jardim-Escola)                                                                | Detetive John Kimble                      | Ivan Reitman                  |                                                       |
| 1991 | Terminator 2: Judgment Day (br: O Exterminador do Futuro 2 - O Julgamento Final; pt: Exterminador Implacável 2 - O Dia do Julgamento)                | Exterminador (Modelo T-800)               | James Cameron                 |                                                       |
| 1992 | Christmas in Connecticut | Homem na cadeira defronte o Media Truck   | Arnold Schwarzenegger         | Também fora o diretor                                 |
| 1992 | Feed | Ele mesmo                                 | Kevin Rafferty/James Ridgeway | Cameo                                                 |
| 1993 | Dave | Ele mesmo                                 | Ivan Reitman                  | Cameo                                                 |
| 1993 | Last Action Hero (br, pt: O Último Grande Herói) | Jack Slater/Ele mesmo                     | John McTiernan                | Também fora produtor executivo                        |
| 1994 | Junior (br: Junior) | Dr. Alex Hesse                            | Ivan Reitman                  |                                                       |
| 1994 | True Lies (br: True Lies; pt: A Verdade da Mentira)                                                                                                  | Harry Tasker                              | James Cameron                 |                                                       |
| 1994 | Beretta's Island | Ele mesmo                                 | Michael Preece                |                                                       |
| 1996 | Jingle All the Way (br: Um Herói de Brinquedo; pt: O Tesouro de Natal)                                                                               | Howard Langston                           | Brian Levant                  |                                                       |
| 1996 | Eraser (pt: Queima de Arquivo) | Marechal dos EUA John 'The Eraser' Kruger | Chuck Russell                 |                                                       |
| 1997 | Batman & Robin (br: Batman & Robin) | Senhor Frio                               | Joel Schumacher               |                                                       |
| 1999 | End of Days (br: Fim dos Dias; pt: Os Dias do Fim)                                                                                                   | Jericho Cane                              | Peter Hyams                   |                                                       |
| 2000 | The 6th Day (br: O 6º Dia) | Adam Gibson/clone de Adam Gibson          | Roger Spottiswoode            | Também foi o produtor                                 |
| 2001 | Dr. Dolittle 2 | Lobo Branco                               | Steve Carr                    | Apenas dublou; não foi creditado                      |
| 2002 | Collateral Damage (br: Efeito Colateral) | Gordy Brewer                              | Andrew Davis                  |                                                       |
| 2003 | Terminator 3: Rise of the Machines (br: O Exterminador do Futuro 3 - A Rebelião das Máquinas; pt: Exterminador Implacável 3 - Ascensão das Máquinas) | Exterminador (Modelo T-850)               | Jonathan Mostow               |                                                       |
| 2003 | The Rundown | Bar Patron                                | Peter Berg                    | Não-creditado                                         |
| 2004 | Around the World in 80 Days (br: Volta ao Mundo em 80 Dias; pt: Uma Aposta Muito Louca)                                                              | Príncipe Hapi                             | Frank Coraci                  |                                                       |
| 2005 | The Kid & I | Ele mesmo                                 | Penelope Spheeris             | Cameo                                                 |
| 2009 | Terminator Salvation | Exterminador (Modelo T-800)               | McG                           | Sua face foi digitalizada, apenas, sem haver atuação. |
| 2010 | The Expendables | Trench Mauser                             | Sylvester Stallone            | Cameo, não-creditado                                  |
| 2012 | The Expendables 2 | Trench Mauser                             | Sylvester Stallone            |                                                       |
| 2013 | The Last Stand | Sheriff Ray Owens                         | Jee-woon Kim                  |                                                       |
| 2013 | Escape Plan | Swan Rottmayer                            | Mikael Hafstrom               |                                                       |
| 2013 | Ten |                                           | David Ayer                    |                                                       |
| 2014 | The Unknown Soldier |                                           |                               |                                                       |
| 2014 | The Expendables 3 | Trench Mauser                             | Patrick Hughes                |                                                       |
| 2014 | The Legend of Conan | Conan                                     |                               |                                                       |
| 2015 | Terminator: Genisys | Exterminador/Guardião                     |                               |                                                       |
| 2017 | Aftermath | Roman Melnyk                              |                               |                                                       |
| 2017 | Wonders of the Sea 3D | Ele mesmo                                 |                               |                                                       |
| 2017 | Killing Gunther | Robert "Gunther" Bendik                   |                               |                                                       |
| 2018 | The Game Changers | Ele mesmo                                 |                               |                                                       |
| 2019 | Viy 2: Journey to China | Captão James Hook                         |                               |                                                       |
| 2019 | Terminator: Dark Fate (br: O Exterminador do Futuro: Destino Sombrio; pt: O Exterminador Implacável: Destino Sombrio)                                | Exterminador (Modelo T-800)               | Tim Miller                    |                                                       |
| 2023 | Kung Fury 2 | "O presidente"                            |                               |                                                       |

## Televisão
| Título                        | Ano       | Trabalhou como | Trabalhou como | Trabalhou como | Trabalhou como                       | Emissora                      | Notas                                                       |
| Título                        | Ano       | Ator           | Diretor        | Produtor       | Personagem                           | Emissora                      | Notas                                                       |
| ----------------------------- | --------- | -------------- | -------------- | -------------- | ------------------------------------ | ----------------------------- | ----------------------------------------------------------- |
| Happy Anniversary and Goodbye | 1974      | Yes            |                |                | Rico                                 | CBS                           | Filme para televisão                                        |
| The Streets of San Francisco  | 1977      | Yes            |                |                | Josef Schmidt                        | ABC                           | Episódio: "Dead Lift"                                       |
| The San Pedro Beach Bums      | 1977      | Yes            |                |                | Muscleman                            | ABC                           | Episódio: "Lifting Is My Life"                              |
| The Jayne Mansfield Story     | 1980      | Yes            |                |                | Mickey Hargitay                      | CBS                           | Filme para televisão                                        |
| Tales from the Crypt          | 1990      | Yes            | Yes            |                | X-Con                                | HBO                           | Episódio: "The Switch"                                      |
| Christmas in Connecticut      | 1992      | Yes            | Yes            |                | Man in Chair in Front of Media Truck | TNT                           | Filme para televisão                                        |
| Lincoln                       | 1992      | Yes            |                |                | John George Nicolay                  | ABC                           | Filme para televisão                                        |
| Liberty's Kids                | 2002–2003 | Yes            |                |                | Baron Friedrich von Steuben          | PBS                           | Episódios: "Valley Forge", "James Armistead"                |
| Two and a Half Men            | 2015      | Yes            |                |                | Tenente Wagner                       | CBS                           | Episódio: "Of Course He's Dead"                             |
| Years of Living Dangerously   | 2014–2016 |                |                | Yes            | Ele mesmo                            | Showtime, National Geographic | 17 episódios                                                |
| The New Celebrity Apprentice  | 2017      |                |                | Yes            | Ele mesmo                            | NBC                           | 7 episódios                                                 |
| Chad Goes Deep                | 2019      | Yes            |                |                | Ele mesmo                            | Fox                           | Episódios: "The Arnold Saga pt. 1", "The Arnold Saga pt. 2" |
| Superhero Kindergarten        | TBA       | Yes            |                | Yes            | Arnold Armstrong / Caitão Courage    |                               | Em filmagem                                                 |